# Ейнар Адноурссон
Ейнар Адноурссон (ісл. Einar Arnórsson; 24 лютого 1880 — 29 березня 1959) — ісландський політик, прем'єр-міністр країни від травня 1915 до січня 1917 року, член альтингу у 1914—1919 та 1931—1932 роках, міністр освіти і юстиції в 1942—1944 роках, суддя Верховного суду у 1932—1942 та 1944—1945 роках.